# Jozy Altidore
Josmer Armin Volmy Contreras Altidore (Livingston, Nueva Jersey, Estados Unidos; 6 de noviembre de 1989) más conocido como "Jozy" Altidore, es un futbolista profesional estadounidense que juega como delantero. Actualmente se encuentra Libre. Fue internacional con la Selección de Estados Unidos.
Altidore debutó como profesional con el Red Bull New York a sus 16 años y fue comprado por el club español Villarreal en 2008 cuando aún era un adolescente. No obstante, nunca logró consolidarse en el equipo, pasando gran parte del periodo de su contrato con "El Submarino Amarillo" a préstamo, primero en el Xerez de la Segunda División Española y luego con el Hull City inglés y el Bursaspor de Turquía. Altidore finalmente dejó el Villarreal en 2011 para firmar un contrato de tres años con el AZ Alkmaar de la Eredivisie holandesa, club con el cual finalmente comenzó a jugar en forma consistente y se convirtió en un elemento importante del mismo. En 2013 se unió al Sunderland AFC de Inglaterra, pero luego de un par de flojos años con el club regresó a la MLS luego de ocho años tras fichar con Toronto. En 2022 fichó por el New England Revolution. Poco tiempo después se iría por una temporada al Club Puebla.
A nivel internacional, Altidore ha representado a los Estados Unidos en varias categorías, habiendo sido parte de la selección juvenil sub-17 que participó en la Copa Mundial sub-17 de 2005, la selección sub-20 que jugó en la Copa Mundial sub-20 de 2007 y el equipo olímpico que participó de las Olimpiadas en Pekín en 2008. Con la selección mayor, Altidore ha participado de la Copa Confederaciones de 2009, la Copa del Mundo de 2010, la Copa Oro de la Concacaf de 2011 y la Copa del Mundo de 2014. Ha anotado 42 goles en 115 partidos jugados, siendo el tercer máximo goleador de todos los tiempos de la selección de Estados Unidos.

## Inicios
Altidore nació en Livingston, Nueva Jersey y fue criado en Boca Raton, Florida. Sus padres, Joseph y Giselle, nacieron en Haití (Altidore hace homenaje a su ascendencia al usar una muñequera que lleva tanto la bandera de Haití como la de Estados Unidos en todos sus partidos). Él es el menor de cuatro hermanos. Su amor por el fútbol comenzó desde pequeño, cuando jugaba para los clubes juveniles GBYSA y Boca Juniors Soccer Club. En su adolescencia fue a la Boca Prep International School, antes de ingresar al programa de residencia de la selección sub-17 de los Estados Unidos (Academia IMG), el mismo del cual participaron importantes figuras del fútbol estadounidense como Landon Donovan, DaMarcus Beasley y Oguchi Onyewu.

## Trayectoria

### Red Bull New York

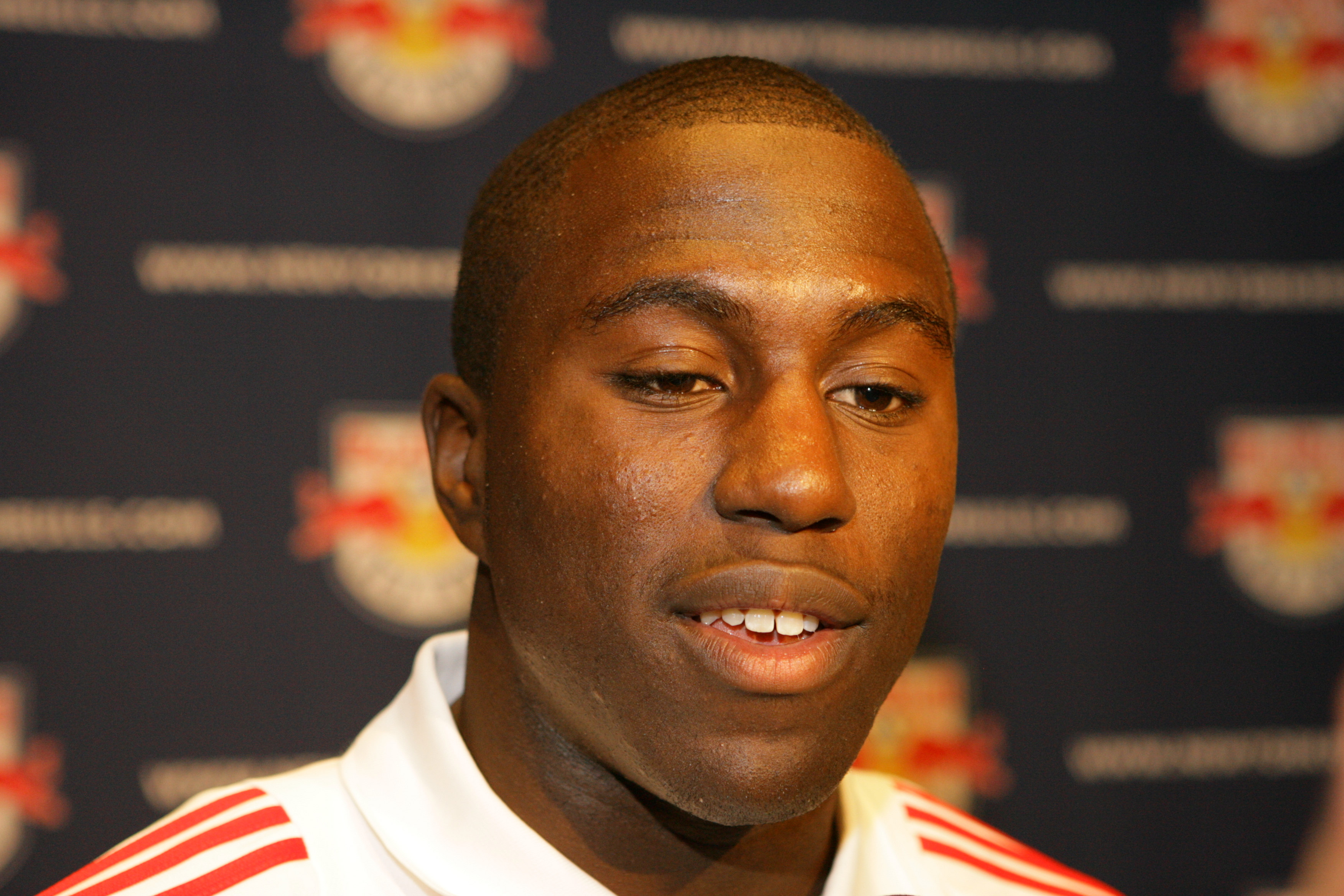
Altidore en sus inicios con el Red Bull New York

Luego de jugar para la Academia IMG, Altidore entró al SuperDraft de la MLS de 2006 y fue seleccionado por el New York MetroStars (actualmente el Red Bull New York) en la segunda ronda (17.o en la general). Realizó su debut en la MLS el 9 de septiembre de 2006, contando con tan solo 16 años. Poco después se convirtió en el jugador más joven en anotar un gol en la liga, haciéndolo antes de su cumpleaños número 17 y desbancando el anterior récord de su compañero de la selección nacional Freddy Adu. En la temporada 2006 jugó 9 partidos (5 de titular) y consiguió anotar 4 goles. En la temporada 2007 jugó 24 partidos (17 como titular) y marcó 9 goles, además de dar 4 asistencias. Estos buenos números, hicieron que el seleccionador nacional, Bob Bradley, se fijara en él para convocarle con la selección absoluta.

### Villarreal CF
El 4 de junio de 2008, el Villarreal Club de Fútbol acordó en principio el fichaje de Altidore con el Red Bull New York de la MLS por 10 millones de dólares estadounidenses. Este traspaso sobrepasó los 4 millones pagados por el Fulham por Clint Dempsey, y es la mayor suma pagada por un jugador de la MLS. Anotó su primer gol en La Liga el 1 de noviembre de ese año en la goleada 4-1 contra el Athletic Club en San Mamés, a los 16 segundos de salir al terreno de juego en el minuto 89., convirtiéndose así en el primer jugador estadounidense en anotar un gol en La Liga. Luego de tener dificultades para obtener minutos en el primer equipo, Altidore fue cedido al Xerez de la segunda división.

### Xerez CD
El 30 de enero de 2009, el Villarreal Club de Fútbol llegó a un acuerdo con el Xerez Club Deportivo, líder de la Segunda División española en el momento de la contratación, para cederlo hasta junio en el equipo azulino con la pretensión de que se terminara de adaptar a la liga española. No obstante, debido a una serie de lesiones, Altidore no llegó a jugar ningún partido con el Xerez en su tiempo con el equipo. Luego de jugar la Copa Confederaciones de 2009 con los Estados Unidos en el verano, Altidore regresó al Villarreal solo para ser cedido una vez más antes de iniciar la temporada 2009-2010.

### Hull City
El 5 de agosto de 2009 se confirmó su cesión al Hull City Association Football Club de la FA Premier League por parte del Villarreal C. F., con una opción de compra al final de la temporada que alcanzaba los 11 millones de dólares.
Altidore aseguró su permiso de trabajo para el Reino Unido el 10 de agosto de 2009 y debutó con los tigers el 22 de agosto de 2009 en la victoria 1-0 contra el Bolton Wanderers, entrando como suplente y entregando la asistencia para el único gol de partido. Anotó su primer gol con el Hull City el 25 de agosto de 2009 en la victoria 3-1 sobre el Southend United por la Copa de la Liga, y su primer y único gol en la Premier League el 6 de febrero de 2010 en la victoria como locales 2-1 sobre el Manchester City. El 24 de abril, Altidore terminaría siendo expulsado en un partido clave que el Hull City terminaría perdiendo 1-0 contra el Sunderland en la lucha contra el descenso. Finalmente, Hull City terminaría descendiendo de la Premier League ese año tras esa derrota y optó por no fichar al delantero estadounidense.

### Bursaspor
A principios de la temporada 2010-2011 Altidore vio limitados minutos en la cancha tras volver al Villarreal C.F. luego de su temporada en Inglaterra, llevándolo a ser cedido una vez más el 31 de enero de 2011, esta vez al Bursaspor de la Superliga de Turquía. Debutó con el club turco el 13 de febrero de 2011 en el empate 1-1 con el Eskişehirspor y anotó su primer gol con el equipo el 8 de abril en la derrota 2-3 contra el Antalyaspor. Altidore jugó 12 partidos con el Bursaspor antes de regresar a España para la temporada 2011-2012.

### AZ Alkmaar

#### Temporada 2011-12
El 20 de julio de 2011 se confirmó que Altidore dejaría el Villarreal en forma definitiva para fichar con el AZ Alkmaar de la Eredivisie holandesa por un periodo de cuatro años. Realizó su debut y anotó su primer gol con el AZ el 7 de agosto, entrando como sustituto en el segundo tiempo en la victoria 3-1 sobre el PSV. Altidore fue titular por primera vez en el partido de liga contra el NEC en el AFAS Stadion el 21 de agosto, anotando dos goles en el segundo tiempo para asegurar la victoria 4-0.
Altidore debutó en competiciones europeas para el AZ el 25 de agosto, ingresando en el segundo tiempo del partido de ida de la fase preliminar de la UEFA Europa League contra el Aalesunds FK de Noruega. El partido de vuelta terminaría en una goleada 6-0 a favor del AZ, con dos de los goles siendo anotados por el estadounidense. Altidore continuó siendo un factor importante en la delantera de su equipo durante toda la participación del equipo neerlandés en la UEFA Europa League hasta su salida en cuartos de final contra el Valencia, anotando 4 goles y logrando dos asistencias en 14 partidos.
El 22 de abril de 2012, Altidore anotó su gol número 15 en la liga y 19.º de la temporada - su máxima cantidad de goles anotados en una temporada en su carrera - con el AZ en la victoria 2-1 contra el VVV Venlo. Concluyó la temporada con el AZ con 16 goles en la liga (20 en todas las competiciones), jugando un total de 52 partidos.

#### Temporada 2012-13
Altidore arrancó la temporada 2012-13 anotando los dos goles de su equipo en el empate como visitante contra el Ajax el 12 de agosto de 2012. Volvió a anotar un doblete la semana siguiente en la victoria 3-1 sobre el Heracles Almelo. El 16 de septiembre de 2012, continuó con su racha goleadora en la Eredivisie, anotando una tripleta en la victoria 4-0 sobre el Roda JC. El 7 de octubre de 2012 fue expulsado por primera vez desde su llegada a la Eredivisie en la derrota 0-3 ante el Twente, luego de acumular su segunda tarjeta amarilla por protestar contra el árbitro. Volvió a anotar un doblete en la victoria 2-1 sobre PEC Zwolle el 15 de diciembre, ayudando a su club a alcanzar tan solo su cuarta victoria en 17 encuentros.
Al regresar del descanso de invierno, Altidore anotó otra tripleta, esta vez frente al Vitesse. Dos meses después Altidore completó su tercer hattrick de la temporada, anotando tres de los seis goles del AZ en la goleada 6-0 sobre el FC Utrecht.
El 9 de mayo fue titular y anotó un gol en la final de la Copa de los Países Bajos ante el PSV Eindhoven, dándole así este título al AZ por primera vez en 31 años. Al concluir la temporada, Altidore fue incluido en el equipo ideal de la temporada por parte del periódico De Telegraaf.

### Sunderland AFC

#### Temporada 2013/14
El 6 de julio de 2013 se anunció que Altidore volvería a la Premier League, luego de haber acordado su traspaso al Sunderland AFC de Inglaterra. El 9 de julio firmó contrato con el club inglés, cerrando una transferencia valuada en aproximadamente 8.5 millones de libras.
El estadounidense debutó como titular en el primer partido de la temporada ante el Fulham FC el 17 de agosto de 2013. Anotó su primer gol con el club 10 días después, abriendo la cuenta para el Sunderland en la victoria 4-2 sobre el Milton Keynes Dons por la Copa de la Liga. El 4 de diciembre de 2013 anotó su primer gol en la Liga Premier para el Sunderland en la derrota 3-4 ante el Chelsea FC. Altidore no volvería a anotar en la liga para el Sunderland luego de ese partido frente al Chelsea.

#### Temporada 2014/15
A diferencia de cuando llegó al club un año atrás, Altidore inició la temporada 2014/15 en la banca. El 24 de septiembre de 2014 rompió una racha negativa de 29 partidos sin anotar con el club, cuando fue el autor del único gol de su equipo en la derrota 1-2 frente al Stoke City por la Copa de la Liga de Inglaterra.

### Toronto FC
El 13 de enero de 2015 se anunció que Altidore dejaría el Sunderland y ficharía con el Toronto FC de la Major League Soccer. El estadounidense debutó con Toronto el 7 de marzo de 2015, anotando dos goles en la victoria como visitantes 3-1 frente al Vancouver Whitecaps en la fecha inaugural de la temporada.

## Selección nacional

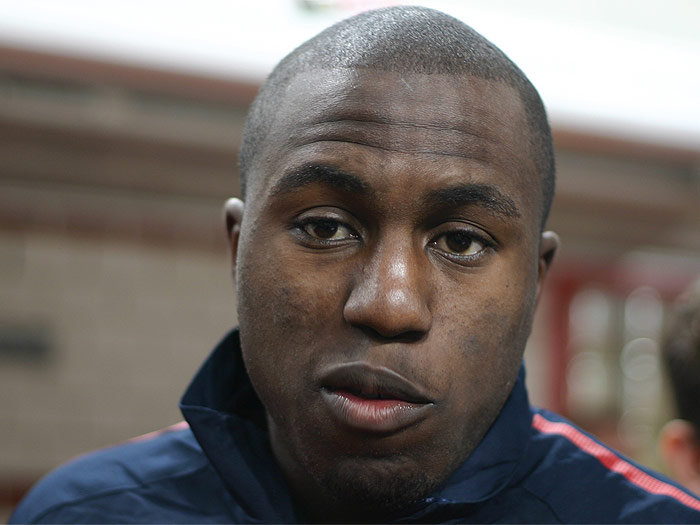
Jozy Altidore con la selección de los Estados Unidos antes de un amistoso contra los en 2010.

### Selecciones juveniles
Ha sido internacional Sub-17 y Sub-20 con Estados Unidos, destacando en la Copa Mundial de Fútbol Sub-20 de 2007 al anotar 4 goles, superando así a su compañero y estrella de su selección, Freddy Adu. Estos 4 goles le sirvieron para ser el tercer máximo goleador del campeonato.
En 2008, fue convocado por Piotr Nowak para conformar la selección sub-23 que clasificaría y competiría en los Juegos Olímpicos en Pekín. Altidore anotaría un gol en el empate 2-2 contra los Países Bajos en la fase de grupos del torneo.

### Selección absoluta
El 9 de noviembre de 2007, debutó con la selección de fútbol de Estados Unidos en un partido oficial contra Sudáfrica, sólo tres días después de cumplir 18 años. El 6 de febrero de 2008, Altidore jugó su primer partido internacional como titular ante México.
El 24 de junio de 2009, anotó el primer gol del partido de semifinales de la Copa FIFA Confederaciones 2009 realizada en Sudáfrica jugando ante España, partido que ganaron 2-0 rompiendo con una racha histórica de 15 partidos ganados de España y 35 sin perder. Ese mismo tanto fue el número 300 en la historia de la Copa FIFA Confederaciones.
Durante las eliminatorias a la Copa Mundial de Fútbol de 2010, Altidore terminó siendo el máximo goleador de su selección con seis goles. También fue miembro de la representación estadounidense que participó en el torneo final, y fue titular en los cuatro partidos que jugó su selección.
En 2011, conformó el equipo estadounidense que logró el subcampeonato en la Copa de Oro de la Concacaf. Altidore fue un jugador importante para su selección durante la fase de grupos, anotando dos goles. No obstante, no pudo jugar la semifinal ni la final del torneo debido a una lesión que sufrió en el partido por cuartos de final contra Jamaica.
El 29 de febrero de 2012, proporcionó la asistencia para el gol de Clint Dempsey en la histórica victoria de los Estados Unidos sobre Italia 1-0 en un partido amistoso en Génova.
Luego de haber sido dejado fuera de la selección controversialmente para los cruciales partidos de las eliminatorias al Mundial 2014 en octubre de 2012, Klinsmann volvió a llamar al delantero el 12 de noviembre de 2012 con miras a un partido amistoso ante Rusia en Krasnodar.
Altidore retomó su rol de goleador con las barras y las estrellas en junio de 2013, cuando anotó cuatro goles en cuatro partidos consecutivos: uno en un amistoso ante Alemania, dos en los partidos por las eliminatorias al Mundial frente a Jamaica y Panamá, y uno en la victoria 1-0 ante Honduras, también por las eliminatorias mundialistas. Su gol frente a Honduras igualó el récord de goles anotados en partidos consecutivos con la selección estadounidense. Altidore rompió ese mismo récord el 14 de agosto de 2013 cuando anotó una tripleta -la segunda de su carrera con la selección nacional- frente a Bosnia y Herzegovina en un amistoso.
Al finalizar el año 2013, Altidore recibió el premio al Futbolista del Año Fútbol de Primera, además de ser nombrado como el Futbolista del Año en Estados Unidos por parte de la federación de fútbol de ese país.
El 12 de mayo de 2014, el entrenador de la selección estadounidense Jürgen Klinsmann incluyó a Altidore en la lista provisional de 30 jugadores con miras a la Copa Mundial de Fútbol de 2014. Finalmente, pese a su pobre campaña con el Sunderland en 2013/14, fue incluido en la lista definitiva de 23 jugadores el 22 de mayo. Altidore fue titular en el primer partido del torneo para los estadounidenses en Brasil, pero luego de una lesión fuerte en los primeros minutos del encuentro tuvo que abandonar el partido. Finalmente, no logró recuperarse a tiempo para volver a jugar otro encuentro en el torneo.
Altidore fue incluido en la nómina preliminar para la Copa de Oro 2015, y fue confirmado en la lista final de 23 jugadores el 23 de junio de 2015. No obstante, sería reemplazado en la planilla del conjunto estadounidense para la segunda fase del torneo luego de haber jugado solo dos encuentros.

### Vida personal
Desde finales del 2020, comenzó una relación con la tenista norteamericana Sloane Stephens el cual el 1 de enero de 2022, contrajeron matrimonio en una ceremonia intima, bajo fuertes medidas de bioseguridad debido a la Pandemia por COVID-19.

### Participaciones en Copas del Mundo
| Mundial                        | Sede      | Resultado        | Resultado | Partidos | Goles |
| ------------------------------ | --------- | ---------------- | --------- | -------- | ----- |
| Copa Mundial Sub-20 de 2007    | Canadá    | Cuartos de final | 5         | 4        |       |
| Copa Mundial de Fútbol de 2010 | Sudáfrica | Octavos de final | 4         | 0        |       |
| Copa Mundial de Fútbol de 2014 | Brasil    | Octavos de final | 1         | 0        |       |

### Goles internacionales
Actualizado al 2 de septiembre de 2016.
| #   | Fecha                    | Lugar                                                        | Oponente                     | Gol(es) | Resultado | Competición                                       |
| --- | ------------------------ | ------------------------------------------------------------ | ---------------------------- | ------- | --------- | ------------------------------------------------- |
| 01. | 6 de febrero de 2008     | Reliant Stadium, Houston, EE. UU.                            | México                       | 2 – 1   | 2 – 2     | Amistoso                                          |
| 02. | 10 de septiembre de 2008 | RFK Stadium, Washington D. C., EE. UU.                       | Cuba                         | 5 – 1   | 6 – 1     | Eliminatorias para la Copa Mundial de Fútbol 2010 |
| 03. | 28 de marzo de 2009      | Estadio Cuscatlán, San Salvador, El Salvador                 | El Salvador                  | 1 – 2   | 2 – 2     | Eliminatorias para la Copa Mundial de Fútbol 2010 |
| 04. | 1 de abril de 2009       | LP Field, Nashville, EE. UU.                                 | Trinidad y Tobago            | 1 – 0   | 3 – 0     | Eliminatorias para la Copa Mundial de Fútbol 2010 |
| 05. | 1 de abril de 2009       | LP Field, Nashville, EE. UU.                                 | Trinidad y Tobago            | 2 – 0   | 3 – 0     | Eliminatorias para la Copa Mundial de Fútbol 2010 |
| 06. | 1 de abril de 2009       | LP Field, Nashville, EE. UU.                                 | Trinidad y Tobago            | 3 – 0   | 3 – 0     | Eliminatorias para la Copa Mundial de Fútbol 2010 |
| 07. | 24 de junio de 2009      | Free State Stadium, Bloemfontein, Sudáfrica                  | España                       | 1 – 0   | 2 – 0     | Copa Confederaciones 2009                         |
| 08. | 5 de septiembre de 2009  | Rio Tinto Stadium, Sandy, EE. UU.                            | El Salvador                  | 2 – 1   | 2 – 1     | Eliminatorias para la Copa Mundial de Fútbol 2010 |
| 09. | 29 de mayo de 2010       | Lincoln Financial Field, Filadelfia, Pensilvania, EE. UU.    | Turquía                      | 1 – 1   | 2 – 1     | Amistoso                                          |
| 10. | 9 de octubre de 2010     | Soldier Field, Chicago, EE. UU.                              | Polonia                      | 1 – 0   | 2 – 2     | Amistoso                                          |
| 11. | 7 de junio de 2011       | Ford Field, Detroit, EE. UU.                                 | Canadá                       | 1 – 0   | 2 – 0     | Copa de Oro de la Concacaf 2011                   |
| 12. | 14 de junio de 2011      | Livestrong Sporting Park, Kansas City, EE. UU.               | Guadalupe                    | 1 – 0   | 1 – 0     | Copa de Oro de la Concacaf 2011                   |
| 13. | 15 de noviembre de 2011  | Estadio Stožice, Liubliana, Eslovenia                        | Eslovenia                    | 3 – 1   | 3 – 2     | Amistoso                                          |
| 14. | 2 de junio de 2013       | Estadio RFK, Washington D. C., EE. UU.                       | Alemania                     | 1 – 0   | 4 – 3     | Amistoso                                          |
| 15. | 7 de junio de 2013       | Independence Park, Kingston, Jamaica                         | Jamaica                      | 1 – 0   | 2 – 1     | Eliminatorias para la Copa Mundial de Fútbol 2014 |
| 16. | 11 de junio de 2013      | CenturyLink Field, Seattle, Estados Unidos                   | Panamá                       | 1 – 0   | 2 – 0     | Eliminatorias para la Copa Mundial de Fútbol 2014 |
| 17. | 18 de junio de 2013      | Rio Tinto Stadium, Sandy, Estados Unidos                     | Honduras                     | 1 – 0   | 1 – 0     | Eliminatorias para la Copa Mundial de Fútbol 2014 |
| 18. | 14 de agosto de 2013     | Estadio Asim Ferhatović Hase, Sarajevo, Bosnia y Herzegovina | Bosnia y Herzegovina         | 2 – 2   | 4 – 3     | Amistoso                                          |
| 19. | 14 de agosto de 2013     | Estadio Asim Ferhatović Hase, Sarajevo, Bosnia y Herzegovina | Bosnia y Herzegovina         | 3 – 2   | 4 – 3     | Amistoso                                          |
| 20. | 14 de agosto de 2013     | Estadio Asim Ferhatović Hase, Sarajevo, Bosnia y Herzegovina | Bosnia y Herzegovina         | 4 – 2   | 4 – 3     | Amistoso                                          |
| 21. | 11 de octubre de 2013    | Sporting Park, Kansas City, Estados Unidos                   | Jamaica                      | 2 – 0   | 2 – 0     | Eliminatorias para la Copa Mundial de Fútbol 2014 |
| 22. | 7 de junio de 2014       | EverBank Field, Jacksonville, Estados Unidos                 | Nigeria                      | 1 – 0   | 2 – 1     | Amistoso                                          |
| 23. | 7 de junio de 2014       | EverBank Field, Jacksonville, Estados Unidos                 | Nigeria                      | 2 – 0   | 2 – 1     | Amistoso                                          |
| 24. | 14 de octubre de 2014    | FAU Stadium, Boca Ratón, Estados Unidos                      | Honduras                     | 1 – 0   | 1 – 1     | Amistoso                                          |
| 25. | 14 de noviembre de 2014  | Craven Cottage, Londres, Inglaterra                          | Colombia                     | 1 – 0   | 1 – 2     | Amistoso                                          |
| 26. | 28 de enero de 2015      | Estadio El Teniente, Rancagua, Chile                         | Chile                        | 2 – 1   | 2 – 3     | Amistoso                                          |
| 27. | 25 de marzo de 2015      | NRGi Park, Aarhus, Dinamarca                                 | Dinamarca                    | 1 – 0   | 2 – 3     | Amistoso                                          |
| 28. | 6 de septiembre de 2015  | RFK Stadium, Washington D. C., Estados Unidos                | Perú                         | 1 – 1   | 2 – 1     | Amistoso                                          |
| 29. | 6 de septiembre de 2015  | RFK Stadium, Washington D. C., Estados Unidos                | Perú                         | 2 – 1   | 2 – 1     | Amistoso                                          |
| 30. | 13 de noviembre de 2015  | Busch Stadium, St. Louis, Estados Unidos                     | San Vicente y las Granadinas | 3 – 1   | 6 – 1     | Eliminatorias para la Copa Mundial de Fútbol 2018 |
| 31. | 13 de noviembre de 2015  | Busch Stadium, St. Louis, Estados Unidos                     | San Vicente y las Granadinas | 6 – 1   | 6 – 1     | Eliminatorias para la Copa Mundial de Fútbol 2018 |
| 32. | 31 de enero de 2016      | StubHub Center, Carson, Estados Unidos                       | Islandia                     | 1 – 1   | 3 – 2     | Amistoso                                          |
| 33. | 29 de marzo de 2016      | Columbus, Estados Unidos                                     | Guatemala                    | 4–0     | 4–0       | Eliminatorias Mundial 2018                        |
| 34. | 2 de septiembre de 2016  | Arnos Vale Stadium, San Vicente y las Granadinas             | San Vicente y las Granadinas | 3 – 0   | 6 – 0     | Eliminatorias para la Copa Mundial de Fútbol 2018 |

Solo incluye goles con la selección mayor.

## Estadísticas
Actualizado el 7 de noviembre de 2021.

### Clubes
| Red Bull New York Estados Unidos      | 1.a           | 2006          | 7   | 3   | 0  | 0  | -  | - | 7   | 3   |
| Red Bull New York Estados Unidos      | 1.a           | 2007          | 24  | 10  | 0  | 0  | -  | - | 24  | 10  |
| Red Bull New York Estados Unidos      | 1.a           | 2008          | 10  | 3   | 0  | 0  | -  | - | 10  | 3   |
| Red Bull New York Estados Unidos      | Total club    | Total club    | 41  | 16  | 0  | 0  | -  | - | 41  | 16  |
| Villarreal C. F. · España             | 1.ª           | 2008-09       | 6   | 1   | 2  | 0  | 0  | 0 | 8   | 1   |
| Villarreal C. F. · España             | Total club    | Total club    | 6   | 1   | 2  | -  | -  | - | 8   | 1   |
| Hull City Inglaterra                  | 1.ª           | 2009-10       | 28  | 1   | 2  | 1  | -  | - | 30  | 2   |
| Hull City Inglaterra                  | Total club    | Total club    | 28  | 1   | 2  | 1  | -  | - | 30  | 2   |
| Villarreal C. F. · España             | 1.ª           | 2010-11       | 3   | 0   | 4  | 2  | 7  | 0 | 14  | 2   |
| Villarreal C. F. · España             | Total club    | Total club    | 3   | 0   | 4  | 2  | 7  | 0 | 14  | 2   |
| Bursaspor Turquía                     | 1.ª           | 2010-11       | 12  | 1   | 0  | 0  | 0  | 0 | 12  | 1   |
| Bursaspor Turquía                     | Total club    | Total club    | 12  | 1   | -  | -  | -  | - | 12  | 1   |
| AZ Alkmaar · Países Bajos             | 1.ª           | 2011-12       | 34  | 16  | 4  | 0  | 14 | 4 | 52  | 20  |
| AZ Alkmaar · Países Bajos             | 1.ª           | 2012-13       | 33  | 23  | 6  | 8  | 2  | 0 | 41  | 31  |
| AZ Alkmaar · Países Bajos             | Total club    | Total club    | 67  | 39  | 10 | 8  | 16 | 4 | 93  | 51  |
| Sunderland Inglaterra                 | 1.ª           | 2013-14       | 29  | 1   | 8  | 1  | -  | - | 37  | 2   |
| Sunderland Inglaterra                 | 1.ª           | 2014-15       | 11  | 0   | 2  | 1  | -  | - | 13  | 1   |
| Sunderland Inglaterra                 | Total club    | Total club    | 40  | 1   | 10 | 2  | -  | - | 50  | 3   |
| Toronto FC · Canadá                   | 1.ª           | 2015          | 26  | 13  | 1  | 1  | -  | - | 27  | 14  |
| Toronto FC · Canadá                   | 1.ª           | 2016          | 29  | 15  | 0  | 0  | -  | - | 29  | 15  |
| Toronto FC · Canadá                   | 1.ª           | 2017          | 31  | 17  | 2  | 1  | -  | - | 33  | 18  |
| Toronto FC · Canadá                   | 1.ª           | 2018          | 13  | 7   | 3  | 3  | 9  | 3 | 25  | 13  |
| Toronto FC · Canadá                   | 1.ª           | 2019          | 22  | 11  | 2  | 0  | -  | - | 24  | 11  |
| Toronto FC · Canadá                   | Total club    | Total club    | 121 | 63  | 8  | 5  | 9  | 3 | 138 | 71  |
| New England Revolution Estados Unidos | 1.ª           | 2022          | 17  | 2   | 0  | 0  | 2  | 0 | 19  | 2   |
| New England Revolution Estados Unidos | Total club    | Total club    | 17  | 2   | -  | -  | 2  | 0 | 19  | 2   |
| Club Puebla · México                  | 1.ª           | 2022          | 6   | 2   | 0  | 0  | 0  | 0 | 6   | 2   |
| Club Puebla · México                  | Total club    | Total club    | 6   | 2   | -  | -  | -  | - | 6   | 2   |
| Total carrera                         | Total carrera | Total carrera | 324 | 124 | 36 | 18 | 32 | 7 | 392 | 149 |
| 1. 2. 3.                              |               |               |     |     |    |    |    |   |     |     |

### Selección nacional
| Selección                            | Año   | Amistosos | Amistosos | Copa Mundial | Copa Mundial | Copa de Oro | Copa de Oro | Eliminatorias | Eliminatorias | Confederaciones | Confederaciones | JJ. OO. | JJ. OO. | Total | Total |
| Selección                            | Año   | Part.     | Goles     | Part.        | Goles        | Part.       | Goles       | Part.         | Goles         | Part.           | Goles           | Part.   | Goles   | Part. | Goles |
| ------------------------------------ | ----- | --------- | --------- | ------------ | ------------ | ----------- | ----------- | ------------- | ------------- | --------------- | --------------- | ------- | ------- | ----- | ----- |
| Estados Unidos sub-23 Estados Unidos |       |           |           |              |              |             |             |               |               |                 |                 |         |         |       |       |
| 2008                                 | 0     | 0         | -         | -            | -            | -           | -           | -             | -             | -               | 3               | 1       | 3       | 1     |       |
| Total                                | 0     | 0         | -         | -            | -            | -           | -           | -             | -             | -               | 3               | 1       | 3       | 1     |       |
| Estados Unidos                       |       |           |           |              |              |             |             |               |               |                 |                 |         |         |       |       |
| 2007                                 | 1     | 0         | -         | -            | -            | -           | -           | -             | -             | -               | -               | -       | 1       | 0     |       |
| 2008                                 | 2     | 1         | -         | -            | -            | -           | 3           | 1             | -             | -               | -               | -       | 5       | 2     |       |
| 2009                                 | 2     | 0         | -         | -            | 0            | 0           | 10          | 5             | 5             | 1               | -               | -       | 17      | 6     |       |
| 2010                                 | 5     | 2         | 4         | 0            | -            | -           | -           | -             | -             | -               | -               | -       | 9       | 2     |       |
| 2011                                 | 9     | 1         | -         | -            | 4            | 2           | -           | -             | -             | -               | -               | -       | 13      | 3     |       |
| 2012                                 | 3     | 0         | -         | -            | -            | -           | 4           | 0             | -             | -               | -               | -       | 7       | 0     |       |
| 2013                                 | 5     | 4         | -         | -            | -            | -           | 9           | 4             | -             | -               | -               | -       | 14      | 8     |       |
| 2014                                 | 9     | 4         | 1         | 0            | -            | -           | -           | -             | -             | -               | -               | -       | 10      | 4     |       |
| 2015                                 | 8     | 4         | -         | -            | 2            | 0           | 2           | 2             | -             | -               | -               | -       | 12      | 6     |       |
| 2016                                 | 4     | 2         | -         | -            | -            | -           | 6           | 4             | -             | -               | -               | -       | 10      | 6     |       |
| 2017                                 | 1     | 0         | -         | -            | 3            | 2           | 7           | 2             | 1             | 0               | -               | -       | 12      | 4     |       |
| 2018                                 | 0     | 0         | -         | -            | -            | -           | -           | -             | -             | -               | -               | -       | 0       | 0     |       |
| 2019                                 | 0     | 0         | -         | -            | -            | -           | -           | -             | -             | -               | -               | -       | 0       | 0     |       |
| Total                                | 49    | 18        | 5         | 0            | 9            | 4           | 41          | 18            | 6             | 1               | -               | -       | 109     | 41    |       |
| Total                                | Total | 49        | 18        | 5            | 0            | 9           | 4           | 41            | 18            | 6               | 1               | 3       | 1       | 112   | 42    |

## Palmarés

### Títulos nacionales
| Título                 | Club       | País           | Año     |
| ---------------------- | ---------- | -------------- | ------- |
| KNVB Beker             | AZ Alkmaar | Países Bajos   | 2012-13 |
| Campeonato Canadiense  | Toronto FC | Canadá         | 2016    |
| Campeonato Canadiense  | Toronto FC | Canadá         | 2017    |
| MLS Supporters' Shield | Toronto FC | Estados Unidos | 2017    |
| MLS Cup                | Toronto FC | Estados Unidos | 2017    |

### Distinciones individuales
| Distinción                           | Año  |
| ------------------------------------ | ---- |
| Futbolista del Año en Estados Unidos | 2013 |